# Gåstorget
| Torget mot norr och mot söder, 1902 |  | Torget mot norr och mot söder, 1902 |
| Torget mot norr och mot söder, 1902 |  |                                     |

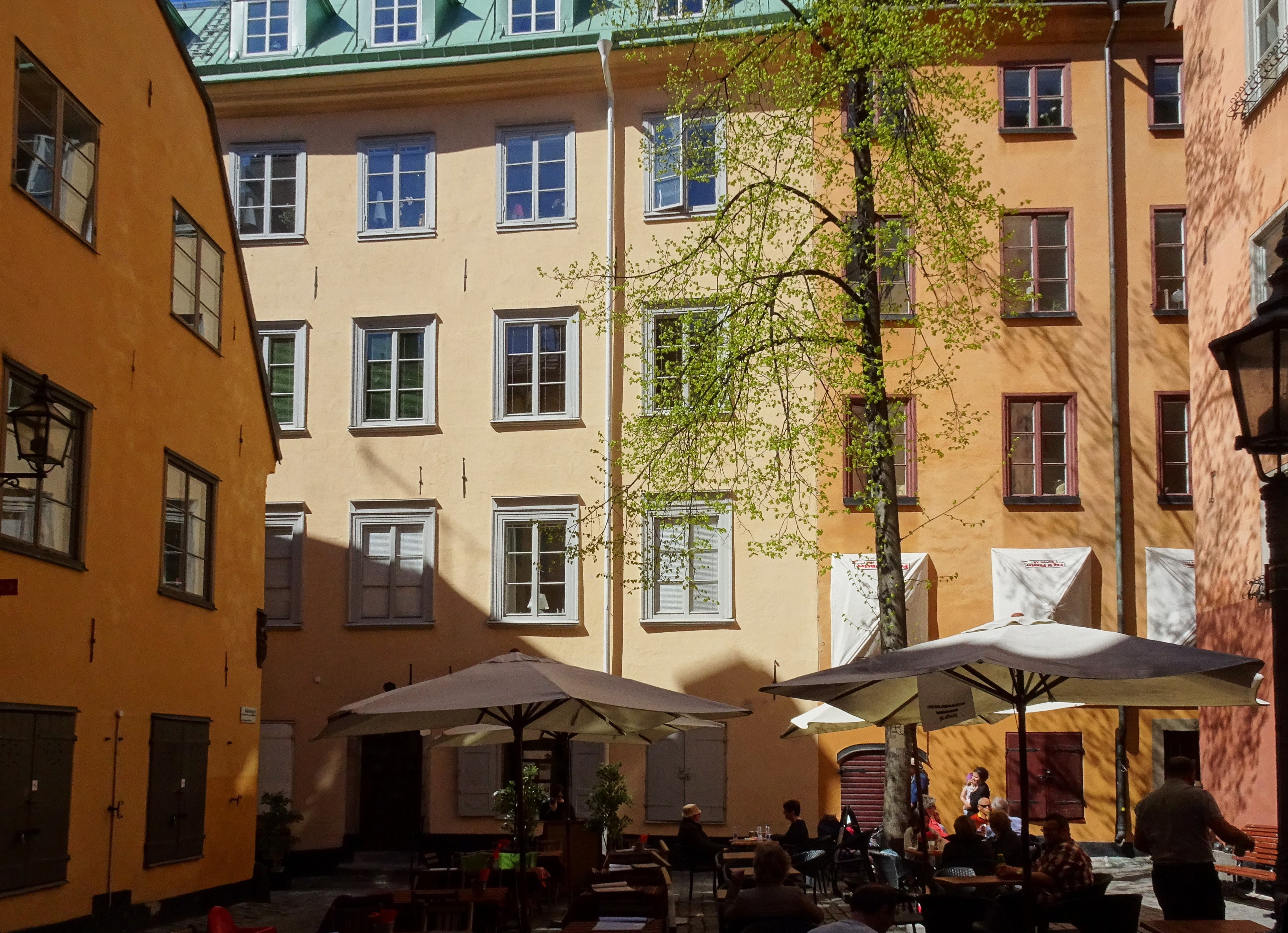
Gåstorget, vy mot Gåsgränd i maj 2016.

Gåstorget är ett mycket litet torg i Gamla stan i Stockholm. Torget kom till på 1790-talet, då det användes som vändplan för brandförsvarets hästdragna vagnar. Torget ligger mellan kvarteren Pomona större och Pomona mindre, och mäter ungefär 10×10 meter.

## Historik
Från och med 1730, efter ett förslag av stadsarkitekt Johan Eberhard Carlberg (1683–1773), började man skapa utrymmen i staden där brandförsvaret kunde vända med häst och vagn, och 1796 skapades ett sådant utrymme på nuvarande Gåstorget. En liknande vändplats anordnades 1783 på Tyska brunnsplan. Planen mellan Gåsgränd och Överskärargränd fick inget officiellt namn, men kallades allmänt Gåsplan eller Gåstorget. 1981 lades ett förslag om att uppkalla torget efter Evert Taube, men förslaget avslogs, och i stället gjordes det nuvarande namnet officiellt.
Vid torget står bronsstatyn Tungviktare av Sven Lundqvist, rest 1967.